# Nationalpark Nam Phong
Der Nationalpark Nam Phong (Thai: อุทยานแห่งชาติน้ำพอง) ist ein Nationalpark in Thailand. Er liegt in der Nordostregion des Landes.
Der Nam Phong Nationalpark wurde am 15. November 2000 zu einem Nationalpark Thailands ernannt. Den Namen bekam der Park von dem im Norden liegenden Fluss Phong.

## Geographie
Der Nationalpark umfasst ein Gebiet von 123.125 Rai (197 km²), er liegt in den Landkreisen (Amphoe) Ubolratana, Ban Fang, Nong Ruea, Mancha Khiri und Khok Pho Chai der Provinz Khon Kaen sowie den Landkreisen Ban Thaen und Kaeng Khro der Provinz Chaiyaphum.
Der Park besteht aus der Gebirgskette Phu Phan Kham im Norden und der Phu Meng im Süden mit einer durchschnittlichen Höhenlage von 600 Metern. Die Gebirgsketten bestehen im Wesentlichen aus Sandstein. Im Westen grenzt der Park an das Ubol-Ratana-Reservoir, mit dem gleichnamigen Damm im Norden des Reservoirs.

## Klima
Wie in fast allen anderen Landesteilen gibt es auch hier drei Jahreszeiten: die Regen-, Winter- und Sommersaison. Die Regensaison geht von Juni bis Oktober, der Winter von November bis Februar und die Sommermonate sind der März, April und Mai.

## Flora und Fauna
Die Fläche des Nam Phong Nationalparks ist mit verschiedenen Wäldern und Graslandschaften bedeckt.

### Pflanzen
Der Nam Phong besteht 80 % aus trockenen Dipterocarp-Wäldern, die restlichen 20 % bestehen aus verschiedenen Mischwäldern und Bambuswäldern bzw. Grasland. Dort findet man verschiedene Bäume, Sträucher und Blumen wie:
- Dipterocarpus obtusifolius aus der Gattung der Zweiflügelfruchtbäume,[2]
- Shorea obtusa,[3]
- Shorea siamensis,[4]
- Irvingia malayana,[5]
- Parinari aramense aus der Familie der Goldpflaumengewächse,
- Hopea ferrea,[6]
- Cycas sp.

### Tierarten
Die Tierwelt des Nationalparks besteht vorwiegend aus kleineren bis mittleren Tierarten wie Wild- und Stachelschweinen und Muntjaks sowie einer Vielzahl von Vögeln.

## Sehenswürdigkeiten
- Ubolratana-Damm und -Reservoir (อ่างเก็บน้ำเขื่อนอุบลรัตน์)
- Famue-Daeng-Felsen (ผาฝ่ามือแดง) – Aussicht auf das Reservoir; beeindruckende Felsmalereien auf dem Felsen: zum Beispiel Fisch und Fischfang
- Hin-Chang-Si-Aussichtspunkt (จุดชมทิวทัศน์หินช้างสี)
- Kham-Phon-„Vulkankrater“ (คำโพนบ่อหินกลม) – kreisrunde Doline, ähnlich einem Vulkankrater